# Parque Nacional Aberdares
O Parque Nacional Aberdares é uma área protegida da Cordilheira de Aberdare, na região central do Quênia, localizada a leste do Vale do Rift da África Oriental.

## Visão geral

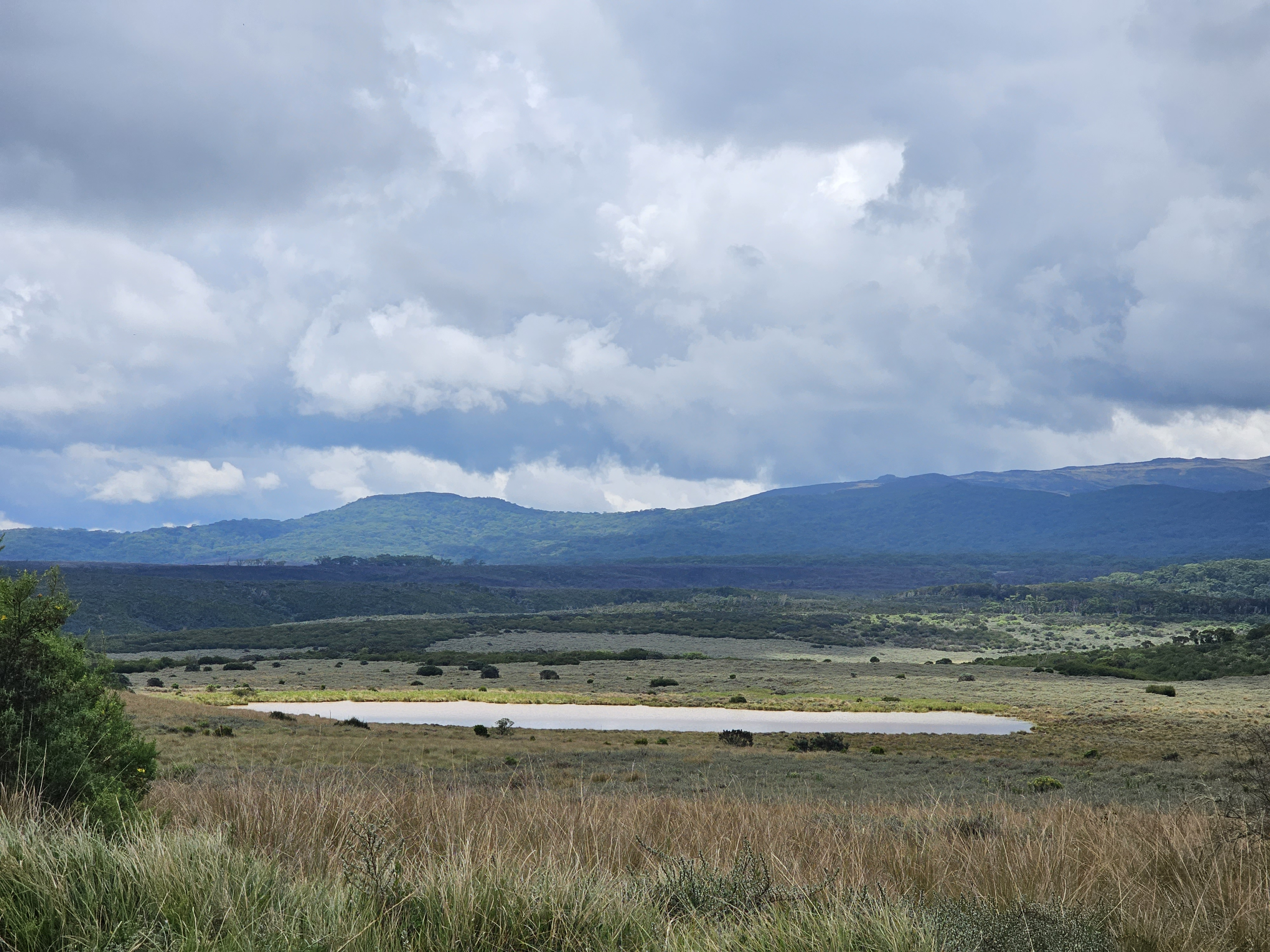
Lago no Parque Nacional de Aberdare

O parque está localizado a cerca de 100 km ao norte de Nairóbi e se estende por uma grande variedade de terrenos em altitudes de 2.000 até 4.000 m. Estabelecido em maio de 1950, o parque abrange uma área de 767 quilômetros quadrados e faz parte da Cordilheira de Aberdare. Contém uma grande variedade de paisagens, desde picos de montanhas que se elevam até 4.000 m até seus vales profundos em forma de V. Charnecas, florestas de bambu e florestas tropicais são encontradas em altitudes mais baixas.

## História
O Parque Nacional Aberdares é mais conhecido como o local onde, em 1952, Elizabeth II se tornou rainha após a morte de seu pai, o rei George VI, enquanto estava hospedada no Hotel Treetops. O Parque Nacional de Aberdare foi criado em 1950 com o objetivo de conservar e proteger as montanhas Aberdare. Desde então, cresceu para uma área de 767 km2.[carece de fontes?]

## Vida selvagem
A fauna presente na área protegida inclui leões, leopardos, elefantes, mabecos, javali gigante da floresta, antílope-americano, antílope- montês, antílope-aquático, búfalo-do-cabo, suni, chacal-listrado, eland, duiker, babuíno-oliva, e macaco-sykes. Avistamentos mais raros incluem o do gato dourado africano e o bongo. Espécies como o elande-comum e o serval são encontradas nas charnecas mais altas. O parque também abriga uma grande população de rinocerontes-negros e mais de 250 espécies de pássaros, incluindo o ameaçado Cisticola aberdade, ofrancolim-de-jackson, o açor africano e a águia-pescadora africana.